# پیتر یاکوبس
پیتر یاکوبس (انگلیسی: Pieter Jacobs؛ زادهٔ ۶ ژوئن ۱۹۸۶) دوچرخه‌سوار اهل بلژیک است.
از باشگاه‌هایی که در آن بازی کرده‌است می‌توان به اسپورت فلاندر-بالوزه، تیم لوتو–سودال، و سایکل کولستروپ اشاره کرد.